# Première circonscription de la Nièvre
La première circonscription de la Nièvre est l'une des deux circonscriptions législatives que compte le département français de la Nièvre (58), situé en région Bourgogne-Franche-Comté. Ce département comptait trois circonscriptions jusqu'en 2012.
Elle est représentée à l'Assemblée nationale, lors de la XVIIe législature de la Cinquième République, par Perrine Goulet, députée du Mouvement démocrate (MoDem).

## Description géographique et démographique

### De 1958 à 1986
Le département a trois circonscriptions. La première circonscription de la Nièvre est composée de :
- canton de Decize
- canton de Dornes
- canton de Nevers
- canton de Saint-Benin-d'Azy
- canton de Saint-Pierre-le-Moûtier

Source : Journal officiel du 14-15 octobre 1958.

### De 1988 à 2012

Les trois circonscriptions législatives de la Nièvre de 1988 à 2012.

De 1988 à 2012, la première circonscription de la Nièvre est délimitée par le découpage électoral de la loi no 86-1197 du 24 novembre 1986, elle regroupe alors les divisions administratives suivantes :
| - canton d'Imphy - canton de La Machine - canton de Nevers-Centre - canton de Nevers-Est |  |  | - canton de Nevers-Nord - canton de Nevers-Sud - canton de Saint-Benin-d'Azy - canton de Saint-Pierre-le-Moûtier |

D'après le recensement général de la population en 1999, réalisé par l'Institut national de la statistique et des études économiques (INSEE), la population totale de cette circonscription est estimée à 109 944 habitants,.

### Depuis 2012
Depuis 2012, à la suite du redécoupage électoral de 2010, la première circonscription de la Nièvre regroupe les cantons suivants :
| - canton de La Charité-sur-Loire - canton de Cosne-Cours-sur-Loire-Nord - canton de Cosne-Cours-sur-Loire-Sud - canton d'Imphy - canton de Nevers-Centre - canton de Nevers-Est |  |  | - canton de Nevers-Nord - canton de Nevers-Sud - canton de Pouilly-sur-Loire - canton de Pougues-les-Eaux - canton de Saint-Benin-d'Azy |

## Historique de 1958 à 1988

### Élections de 1958
| Candidat       | Candidat          | Parti          | Premier tour | Premier tour | Second tour | Second tour |  |
| Candidat       | Candidat          | Parti          | Voix         | %            | Voix        | %           |  |
| -------------- | ----------------- | -------------- | ------------ | ------------ | ----------- | ----------- |  |
|                | Marius Durbet élu | UNR            | 16 934       | 43,05        | 20 863      | 51,74       |  |
|                | Marcel Barbot     | PCF            | 10 262       | 26,09        | 11 368      | 28,19       |  |
|                | André Cloix       | SFIO           | 7 571        | 19,25        | 8 090       | 20,06       |  |
|                | Louis Périllier   | Radsoc         | 4 571        | 11,62        | Retrait     | Retrait     |  |
|                |                   |                |              |              |             |             |  |
| Inscrits       | Inscrits          | Inscrits       | 53 844       | 100,00       | 53 822      | 100,00      |  |
| Abstentions    | Abstentions       | Abstentions    | 13 599       | 25,26        | 12 706      | 23,61       |  |
| Votants        | Votants           | Votants        | 40 245       | 74,74        | 41 116      | 76,39       |  |
| Blancs et nuls | Blancs et nuls    | Blancs et nuls | 907          | 2,25         | 795         | 1,93        |  |
| Exprimés       | Exprimés          | Exprimés       | 39 338       | 97,75        | 40 321      | 98,07       |  |

Le suppléant de Marius Durbet est Jean-Louis Ramey, avocat au barreau de Nevers.

### Élections de 1962
| Candidat       | Candidat                    | Parti          | Premier tour | Premier tour | Second tour | Second tour |  |
| Candidat       | Candidat                    | Parti          | Voix         | %            | Voix        | %           |  |
| -------------- | --------------------------- | -------------- | ------------ | ------------ | ----------- | ----------- |  |
|                | Marius Durbet sortant réélu | UNR-UDT        | 15 344       | 44,36        | 19 461      | 51,75       |  |
|                | Raymond Bussière            | PCF            | 10 787       | 31,18        | 18 147      | 48,25       |  |
|                | André Cloix                 | SFIO           | 8 461        | 24,46        | Retrait     | Retrait     |  |
|                |                             |                |              |              |             |             |  |
| Inscrits       | Inscrits                    | Inscrits       | 54 543       | 100,00       | 54 543      | 100,00      |  |
| Abstentions    | Abstentions                 | Abstentions    | 18 631       | 34,16        | 14 985      | 27,47       |  |
| Votants        | Votants                     | Votants        | 35 912       | 65,84        | 39 558      | 72,53       |  |
| Blancs et nuls | Blancs et nuls              | Blancs et nuls | 1 320        | 3,68         | 1 950       | 4,93        |  |
| Exprimés       | Exprimés                    | Exprimés       | 34 592       | 96,32        | 37 608      | 95,07       |  |

Le suppléant de Marius Durbet est Jean-Louis Ramey, maire de Nevers.

### Élections de 1967
| Candidat       | Candidat           | Parti          | Premier tour | Premier tour | Second tour | Second tour |  |
| Candidat       | Candidat           | Parti          | Voix         | %            | Voix        | %           |  |
| -------------- | ------------------ | -------------- | ------------ | ------------ | ----------- | ----------- |  |
|                | Daniel Benoist élu | SFIO (FGDS)    | 18 151       | 39,9         | 29 101      | 62,93       |  |
|                | Jean-Louis Ramey   | UD-Ve          | 15 236       | 33,49        | 17 143      | 37,07       |  |
|                | Raymond Bussière   | PCF            | 9 088        | 19,98        | Retrait     | Retrait     |  |
|                | René Cruse         | Extrême gauche | 1 775        | 3,9          |             |             |  |
|                | Jacques Gontard    | Modérés        | 1 243        | 2,73         |             |             |  |
|                |                    |                |              |              |             |             |  |
| Inscrits       | Inscrits           | Inscrits       | 56 399       | 100,00       | 56 398      | 100,00      |  |
| Abstentions    | Abstentions        | Abstentions    | 10 106       | 17,92        | 9 344       | 16,57       |  |
| Votants        | Votants            | Votants        | 46 293       | 82,08        | 47 054      | 83,43       |  |
| Blancs et nuls | Blancs et nuls     | Blancs et nuls | 800          | 1,73         | 810         | 1,72        |  |
| Exprimés       | Exprimés           | Exprimés       | 45 493       | 98,27        | 46 244      | 98,28       |  |

Le suppléant de Daniel Benoist est Jean Bernigaud, agriculteur, maire de Magny-Cours.

### Élections de 1968
| Candidat       | Candidat                     | Parti          | Premier tour | Premier tour | Second tour | Second tour |  |
| Candidat       | Candidat                     | Parti          | Voix         | %            | Voix        | %           |  |
| -------------- | ---------------------------- | -------------- | ------------ | ------------ | ----------- | ----------- |  |
|                | Daniel Benoist sortant réélu | SFIO (FGDS)    | 15 855       | 36,78        | 24 768      | 56,82       |  |
|                | Jean-Louis Ramey             | UDR (URP)      | 14 278       | 33,12        | 18 826      | 43,18       |  |
|                | Raymond Bussière             | PCF            | 7 493        | 17,38        | Retrait     | Retrait     |  |
|                | M. Poignard                  | RI             | 4 322        | 10,03        |             |             |  |
|                | Marcel Locquin               | TD             | 1 160        | 2,69         |             |             |  |
|                |                              |                |              |              |             |             |  |
| Inscrits       | Inscrits                     | Inscrits       | 55 703       | 100,00       | 55 701      | 100,00      |  |
| Abstentions    | Abstentions                  | Abstentions    | 11 919       | 21,4         | 11 156      | 20,03       |  |
| Votants        | Votants                      | Votants        | 43 784       | 78,6         | 44 545      | 79,97       |  |
| Blancs et nuls | Blancs et nuls               | Blancs et nuls | 676          | 1,54         | 951         | 2,13        |  |
| Exprimés       | Exprimés                     | Exprimés       | 43 108       | 98,46        | 43 594      | 97,87       |  |

Le suppléant de Daniel Benoist est Jean Bernigaud.

### Élections de 1973
| Candidat       | Candidat                     | Parti          | Premier tour | Premier tour | Second tour | Second tour |  |
| Candidat       | Candidat                     | Parti          | Voix         | %            | Voix        | %           |  |
| -------------- | ---------------------------- | -------------- | ------------ | ------------ | ----------- | ----------- |  |
|                | Daniel Benoist sortant réélu | PS (UGSD)      | 18 464       | 40,84        | 28 180      | 61,1        |  |
|                | André Maïsseu                | RI (URP)       | 11 719       | 25,92        | 17 941      | 38,9        |  |
|                | Maurice Guin                 | PCF            | 8 962        | 19,82        | Retrait     | Retrait     |  |
|                | Christian de Montrichard     | Rad (MR)       | 4 652        | 10,29        |             |             |  |
|                | Michèle Saccomani            | LO             | 1 415        | 3,13         |             |             |  |
|                |                              |                |              |              |             |             |  |
| Inscrits       | Inscrits                     | Inscrits       | 58 596       | 100,00       | 58 596      | 100,00      |  |
| Abstentions    | Abstentions                  | Abstentions    | 12 286       | 20,97        | 11 356      | 19,38       |  |
| Votants        | Votants                      | Votants        | 46 310       | 79,03        | 47 240      | 80,62       |  |
| Blancs et nuls | Blancs et nuls               | Blancs et nuls | 1 098        | 2,37         | 1 119       | 2,37        |  |
| Exprimés       | Exprimés                     | Exprimés       | 45 212       | 97,63        | 46 121      | 97,63       |  |

Le suppléant de Daniel Benoist est Henri Chopin, fermier exploitant, maire de Thianges.

### Élections législatives de 1978
|                                                                | Daniel Benoist sortant réélu | PS (MRG)       | 20 218 | 38,27  | 32 860  | 61,18   |  |  |  |  |  |  |  |
|                                                                | Maurice Guin                 | PCF            | 11 384 | 21,55  | Retrait | Retrait |  |  |  |  |  |  |  |
|                                                                | Bernard Allilaire            | UDF (PR)       | 9 042  | 17,12  | 20 849  | 38,82   |  |  |  |  |  |  |  |
|                                                                | Robert Rouselle              | RPR            | 8 065  | 15,27  |         |         |  |  |  |  |  |  |  |
|                                                                | Geneviève Brousse-Millien    | CNIP           | 2 219  | 4,20   |         |         |  |  |  |  |  |  |  |
|                                                                | Geneviève Lemoine            | LO             | 1 375  | 2,60   |         |         |  |  |  |  |  |  |  |
|                                                                | Jean Bennard                 | UGP            | 520    | 0,98   |         |         |  |  |  |  |  |  |  |
|                                                                |                              |                |        |        |         |         |  |  |  |  |  |  |  |
| Inscrits                                                       | Inscrits                     | Inscrits       | 65 065 | 100,00 | 65 070  | 100,00  |  |  |  |  |  |  |  |
| Abstentions                                                    | Abstentions                  | Abstentions    | 11 203 | 17,22  | 10 334  | 15,88   |  |  |  |  |  |  |  |
| Votants                                                        | Votants                      | Votants        | 53 862 | 82,78  | 54 736  | 84,12   |  |  |  |  |  |  |  |
| Blancs et nuls                                                 | Blancs et nuls               | Blancs et nuls | 1 039  | 1,93   | 1 027   | 1,88    |  |  |  |  |  |  |  |
| Exprimés                                                       | Exprimés                     | Exprimés       | 52 823 | 98,07  | 53 709  | 98,12   |  |  |  |  |  |  |  |
| Source : Données du CDSP et Sud Ouest du 21 mars 1978, page 10 |                              |                |        |        |         |         |  |  |  |  |  |  |  |

Le suppléant de Daniel Benoist est Hubert Védrine, administrateur civil, conseiller municipal de Saint-Léger-des-Vignes.

### Élections de 1981
|                | Daniel Benoist sortant réélu | PS             | 24 232 | 53,33  |  |  |  |
|                | Jean-Paul Beynet             | UDF (PR)       | 13 473 | 29,65  |  |  |  |
|                | Maurice Guin                 | PCF            | 6 969  | 15,34  |  |  |  |
|                | Stefan Szotowski             | LO             | 761    | 1,67   |  |  |  |
|                |                              |                |        |        |  |  |  |
| Inscrits       | Inscrits                     | Inscrits       | 66 738 | 100,00 |  |  |  |
| Abstentions    | Abstentions                  | Abstentions    | 20 610 | 30,88  |  |  |  |
| Votants        | Votants                      | Votants        | 46 128 | 69,12  |  |  |  |
| Blancs et nuls | Blancs et nuls               | Blancs et nuls | 693    | 1,5    |  |  |  |
| Exprimés       | Exprimés                     | Exprimés       | 45 435 | 98,5   |  |  |  |

Le suppléant de Daniel Benoist est Eugène Teisseire, maire d'Alluy. Eugène Teisseire remplace Daniel Benoist, nommé membre du gouvernement, du 9 janvier 1983 au 1er avril 1986.

## Historique de 1988 à 2012

### Historique des députations
| Législature | Début de mandat   | Fin de mandat     | Député                      | Parti politique | Observations |
| ----------- | ----------------- | ----------------- | --------------------------- | --------------- | --- |
| IXe         | 23 juin 1988      | 29 juillet 1988   | Pierre Bérégovoy            | PS              | Pierre Bérégovoy, entré au gouvernement, est remplacé le 29 juillet 1988 par son suppléant Marcel Charmant. Marcel Charmant, élu sénateur, achève son mandat le 1er octobre 1992.          |
| IXe         | 29 juillet 1988   | 1er octobre 1992  | Marcel Charmant             | PS              | Pierre Bérégovoy, entré au gouvernement, est remplacé le 29 juillet 1988 par son suppléant Marcel Charmant. Marcel Charmant, élu sénateur, achève son mandat le 1er octobre 1992.          |
| IXe         |                   |                   | ?                           | ?               | Pierre Bérégovoy, entré au gouvernement, est remplacé le 29 juillet 1988 par son suppléant Marcel Charmant. Marcel Charmant, élu sénateur, achève son mandat le 1er octobre 1992.          |
| Xe          | 2 avril 1993      | 1er mai 1993      | Pierre Bérégovoy,           | PS,             | Pierre Bérégovoy, mort le 1er mai 1993, est remplacé le 3 mai 1993 par son suppléant Didier Boulaud. Mandat écourté à la suite d'une dissolution parlementaire décidée par Jacques Chirac. |
| Xe          | 3 mai 1993        | 21 avril 1997     | Didier Boulaud,             | PS,             | Pierre Bérégovoy, mort le 1er mai 1993, est remplacé le 3 mai 1993 par son suppléant Didier Boulaud. Mandat écourté à la suite d'une dissolution parlementaire décidée par Jacques Chirac. |
| XIe         | 12 juin 1997      | 30 septembre 2001 | Didier Boulaud              | PS              | Didier Boulaud, élu sénateur, achève son mandat le 30 septembre 2001. |
| XIe         | 30 septembre 2001 | 19 juin 2002      | Vacant                      | Aucun           | Didier Boulaud, élu sénateur, achève son mandat le 30 septembre 2001. |
| XIIe        | 19 juin 2002      | 19 juin 2007      | Martine Carrillon-Couvreur, | PS,             | |
| XIIIe       | 20 juin 2007      | 19 juin 2012      | Martine Carrillon-Couvreur  | PS              | |

### Historique des élections
Voici la liste des résultats des élections législatives dans la circonscription de 1988 à 2012 à la suite du découpage électoral de 1986 : 

#### Élections de 1988
|                | Pierre Bérégovoy sortant réélu | PS             | 19 744 | 53,71  |  |  |  |
|                | Alain Suguenot                 | RPR (URC)      | 10 217 | 27,79  |  |  |  |
|                | Maurice Guin                   | PCF            | 4 194  | 11,41  |  |  |  |
|                | Vincent Carlotti               | FN             | 2 301  | 6,26   |  |  |  |
|                | Jean-Jacques Monot             | POE            | 306    | 0,83   |  |  |  |
|                |                                |                |        |        |  |  |  |
| Inscrits       | Inscrits                       | Inscrits       | 56 982 | 100,00 |  |  |  |
| Abstentions    | Abstentions                    | Abstentions    | 19 547 | 34,3   |  |  |  |
| Votants        | Votants                        | Votants        | 37 435 | 65,7   |  |  |  |
| Blancs et nuls | Blancs et nuls                 | Blancs et nuls | 673    | 1,8    |  |  |  |
| Exprimés       | Exprimés                       | Exprimés       | 36 762 | 98,2   |  |  |  |

Le suppléant de Pierre Bérégovoy est Marcel Charmant, conseiller régional, maire adjoint de Nevers. Marcel Charmant remplace Pierre Bérégovoy, nommé membre du gouvernement, puis Premier ministre, du 29 juillet 1988 au 1er octobre 1992.
Marcel Charmant est élu sénateur le 2 octobre 1992.

#### Élections de 1993
| Candidat       | Candidat                       | Parti          | Premier tour | Premier tour | Second tour | Second tour |  |
| Candidat       | Candidat                       | Parti          | Voix         | %            | Voix        | %           |  |
| -------------- | ------------------------------ | -------------- | ------------ | ------------ | ----------- | ----------- |  |
|                | Pierre Bérégovoy sortant réélu | PS (ADFP)      | 12 755       | 34,34        | 20 904      | 53,69       |  |
|                | Daniel Rostein                 | RPR (UPF)      | 12 739       | 34,3         | 18 027      | 46,31       |  |
|                | Daniel Surieu                  | PCF            | 3 713        | 10           |             |             |  |
|                | Jean-Marc Bily                 | FN             | 2 985        | 8,04         |             |             |  |
|                | Hélène Rochard                 | GÉ (EÉ)        | 1 949        | 5,25         |             |             |  |
|                | Thierry Valignat               | LT-LNÉ         | 1 276        | 3,44         |             |             |  |
|                | Dominique Dupuis               | LO             | 944          | 2,54         |             |             |  |
|                | Christophe Warnant             | Divers gauche  | 571          | 1,54         |             |             |  |
|                | Pascal Bertheau                | Divers         | 212          | 0,57         |             |             |  |
|                |                                |                |              |              |             |             |  |
| Inscrits       | Inscrits                       | Inscrits       | 56 959       | 100,00       | 56 959      | 100,00      |  |
| Abstentions    | Abstentions                    | Abstentions    | 17 620       | 30,93        | 15 050      | 26,42       |  |
| Votants        | Votants                        | Votants        | 39 339       | 69,07        | 41 909      | 73,58       |  |
| Blancs et nuls | Blancs et nuls                 | Blancs et nuls | 2 195        | 5,58         | 2 978       | 7,11        |  |
| Exprimés       | Exprimés                       | Exprimés       | 37 144       | 94,42        | 38 931      | 92,89       |  |

Le suppléant de Pierre Bérégovoy est Didier Boulaud, enseignant, directeur de cabinet. Didier Boulaud remplace Pierre Bérégovoy, mort, du 3 mai 1993 au 21 avril 1997.

#### Élections de 1997
| Candidat       | Candidat                     | Parti          | Premier tour | Premier tour | Second tour | Second tour |  |
| Candidat       | Candidat                     | Parti          | Voix         | %            | Voix        | %           |  |
| -------------- | ---------------------------- | -------------- | ------------ | ------------ | ----------- | ----------- |  |
|                | Didier Boulaud sortant réélu | PS             | 14 819       | 40,85        | 23 696      | 64,83       |  |
|                | Constantin Sollogoub         | UDF (PR)       | 8 450        | 23,29        | 12 856      | 35,17       |  |
|                | Jean-Marc Bily               | FN             | 4 101        | 11,31        |             |             |  |
|                | Daniel Surieu                | PCF            | 3 825        | 10,54        |             |             |  |
|                | Geneviève Lemoine            | LO             | 1 260        | 3,47         |             |             |  |
|                | Alain Nicolas                | Les Verts      | 1 046        | 2,88         |             |             |  |
|                | Jean-Michel Boizot           | MPF (LDI)      | 857          | 2,36         |             |             |  |
|                | Stéphane Berscheid           | Divers         | 726          | 2            |             |             |  |
|                | Bruno Franchini              | Divers gauche  | 521          | 1,44         |             |             |  |
|                | Jean-François Daguin         | MDR            | 445          | 1,23         |             |             |  |
|                | Jean-Michel Fréguin          | IR             | 225          | 0,62         |             |             |  |
|                |                              |                |              |              |             |             |  |
| Inscrits       | Inscrits                     | Inscrits       | 55 499       | 100,00       | 55 497      | 100,00      |  |
| Abstentions    | Abstentions                  | Abstentions    | 17 500       | 31,53        | 16 589      | 29,89       |  |
| Votants        | Votants                      | Votants        | 37 999       | 68,47        | 38 908      | 70,11       |  |
| Blancs et nuls | Blancs et nuls               | Blancs et nuls | 1 724        | 4,54         | 2 356       | 6,06        |  |
| Exprimés       | Exprimés                     | Exprimés       | 36 275       | 95,46        | 36 552      | 93,94       |  |

La suppléante de Didier Boulaud était Françoise Lereu, maire de Saint-Benin-d'Azy, inspectrice générale du Trésor retraitée.
Didier Boulaud est élu sénateur le 23 septembre 2001.

#### Élections de 2002
| Candidat       | Candidat                        | Parti            | Premier tour | Premier tour | Second tour | Second tour |  |
| Candidat       | Candidat                        | Parti            | Voix         | %            | Voix        | %           |  |
| -------------- | ------------------------------- | ---------------- | ------------ | ------------ | ----------- | ----------- |  |
|                | Martine Carrillon-Couvreur élue | PS               | 12 005       | 35,73        | 17 291      | 55,17       |  |
|                | Daniel Rostein                  | UMP              | 8 233        | 24,5         | 14 051      | 44,83       |  |
|                | Philippe Morel                  | UDF              | 4 015        | 11,95        |             |             |  |
|                | Régis de La Croix-Vaubois       | FN               | 3 369        | 10,03        |             |             |  |
|                | Daniel Surieu                   | PCF              | 1 853        | 5,51         |             |             |  |
|                | Fabrice Vérin                   | Les Verts        | 1 121        | 3,34         |             |             |  |
|                | Geneviève Lemoine               | LO               | 766          | 2,28         |             |             |  |
|                | Francis Balace                  | CPNT             | 668          | 1,99         |             |             |  |
|                | Maiki Malewski                  | LCR              | 496          | 1,48         |             |             |  |
|                | Daniel Legrain                  | Pôle républicain | 448          | 1,33         |             |             |  |
|                | Olivier Mahu                    | MNR              | 239          | 0,71         |             |             |  |
|                | Philippe Laveau                 | Divers           | 196          | 0,58         |             |             |  |
|                | Yves Gomy                       | MÉI              | 193          | 0,57         |             |             |  |
|                |                                 |                  |              |              |             |             |  |
| Inscrits       | Inscrits                        | Inscrits         | 55 372       | 100,00       | 55 378      | 100,00      |  |
| Abstentions    | Abstentions                     | Abstentions      | 20 916       | 37,77        | 22 573      | 40,76       |  |
| Votants        | Votants                         | Votants          | 34 456       | 62,23        | 32 805      | 59,24       |  |
| Blancs et nuls | Blancs et nuls                  | Blancs et nuls   | 854          | 2,48         | 1 463       | 4,46        |  |
| Exprimés       | Exprimés                        | Exprimés         | 33 602       | 97,52        | 31 342      | 95,54       |  |

Le suppléant de Martine Carrillon-Couvreur était Christophe Warnant, attaché parlementaire, conseiller municipal de Nevers.

#### Élections de 2007
| Candidat       | Candidat                                   | Parti          | Premier tour | Premier tour | Second tour | Second tour |  |
| Candidat       | Candidat                                   | Parti          | Voix         | %            | Voix        | %           |  |
| -------------- | ------------------------------------------ | -------------- | ------------ | ------------ | ----------- | ----------- |  |
|                | Martine Carrillon-Couvreur sortante réélue | PS             | 12 804       | 40,33        | 17 919      | 56,07       |  |
|                | Daniel Rostein                             | UMP            | 11 517       | 36,28        | 14 039      | 43,93       |  |
|                | Martine Mazoyer                            | UDF–MoDem      | 2 024        | 6,38         |             |             |  |
|                | Régis de La Croix-Vaubois                  | FN             | 1 380        | 4,35         |             |             |  |
|                | Catherine Perret                           | PCF            | 1 285        | 4,05         |             |             |  |
|                | Jean-Yves Demortière                       | Les Verts      | 1 092        | 3,44         |             |             |  |
|                | Fabienne Brifault                          | LCR            | 705          | 2,22         |             |             |  |
|                | Geneviève Lemoine                          | LO             | 416          | 1,31         |             |             |  |
|                | Isabelle Guimbellot                        | MPF            | 349          | 1,1          |             |             |  |
|                | André Bouis                                | PT             | 175          | 0,55         |             |             |  |
|                |                                            |                |              |              |             |             |  |
| Inscrits       | Inscrits                                   | Inscrits       | 55 622       | 100,00       | 55 622      | 100,00      |  |
| Abstentions    | Abstentions                                | Abstentions    | 23 181       | 41,68        | 22 512      | 40,47       |  |
| Votants        | Votants                                    | Votants        | 32 441       | 58,32        | 33 110      | 59,53       |  |
| Blancs et nuls | Blancs et nuls                             | Blancs et nuls | 694          | 2,14         | 1 152       | 3,48        |  |
| Exprimés       | Exprimés                                   | Exprimés       | 31 747       | 97,86        | 31 958      | 96,52       |  |

## Historique depuis 2012

### Historique des députations
| Législature | Début de mandat | Fin de mandat | Député                     | Parti politique | Observations                                                                           |
| ----------- | --------------- | ------------- | -------------------------- | --------------- | -------------------------------------------------------------------------------------- |
| XIVe        | 20 juin 2012    | 20 juin 2017  | Martine Carrillon-Couvreur | PS              | Adjointe au maire de Nevers.                                                           |
| XVe         | 21 juin 2017    | 21 juin 2022  | Perrine Goulet             | LREM            |                                                                                        |
| XVIe        | 22 juin 2022    | 9 juin 2024   | Perrine Goulet             | MoDem           | Mandat écourté à la suite d'une dissolution parlementaire décidée par Emmanuel Macron. |
| XVIIe       | 8 juillet 2024  | En cours      | Perrine Goulet             | MoDem           |                                                                                        |

#### Élections de 2012
| Candidat       | Candidat                                   | Parti                    | Premier tour | Premier tour | Second tour | Second tour |  |
| Candidat       | Candidat                                   | Parti                    | Voix         | %            | Voix        | %           |  |
| -------------- | ------------------------------------------ | ------------------------ | ------------ | ------------ | ----------- | ----------- |  |
|                | Martine Carrillon-Couvreur sortante réélue | PS                       | 18 896       | 43,57        | 24 928      | 61,34       |  |
|                | Jean-Luc Gauthier                          | UMP                      | 8 682        | 20,02        | 15 708      | 38,66       |  |
|                | Valérie Renard                             | RBM (FN)                 | 6 346        | 14,63        |             |             |  |
|                | Bernard Dubresson                          | FG (PCF) (Divers gauche) | 3 596        | 8,29         |             |             |  |
|                | Jean-Luc Martinat                          | NC                       | 2 384        | 5,50         |             |             |  |
|                | Wilfrid Sejeau                             | EÉLV                     | 1 847        | 4,26         |             |             |  |
|                | Xavier Richard                             | CpF (MoDem)              | 806          | 1,86         |             |             |  |
|                | Geneviève Lemoine                          | LO                       | 341          | 0,79         |             |             |  |
|                | Julien Gonzales                            | AÉI                      | 213          | 0,49         |             |             |  |
|                | Thérèse Guamis                             | NPA                      | 190          | 0,44         |             |             |  |
|                | Georges Jacovlev                           | AR                       | 68           | 0,16         |             |             |  |
|                |                                            |                          |              |              |             |             |  |
| Inscrits       | Inscrits                                   | Inscrits                 | 78 206       | 100,00       | 78 228      | 100,00      |  |
| Abstentions    | Abstentions                                | Abstentions              | 33 959       | 43,42        | 35 528      | 45,42       |  |
| Votants        | Votants                                    | Votants                  | 44 247       | 56,58        | 42 700      | 54,58       |  |
| Blancs et nuls | Blancs et nuls                             | Blancs et nuls           | 878          | 1,98         | 2 064       | 4,83        |  |
| Exprimés       | Exprimés                                   | Exprimés                 | 43 369       | 98,02        | 40 636      | 95,17       |  |

#### Élections de 2017
|                                                                           | |                           |                           |                          |                          |
|                                                                           | | Premier tour 11 juin 2017 | Premier tour 11 juin 2017 | Second tour 18 juin 2017 | Second tour 18 juin 2017 |
|                                                                           | |                           |                           |                          |                          |
|                                                                           | | Nombre                    | % des inscrits            | Nombre                   | % des inscrits           |
| Inscrits                                                                  | Inscrits                                                                                               | 76 913                    | 100,00                    | 76 910                   | 100,00                   |
| Abstentions                                                               | Abstentions                                                                                            | 40 114                    | 52,16                     | 44 414                   | 57,75                    |
| Votants                                                                   | Votants                                                                                                | 36 799                    | 47,84                     | 32 496                   | 42,25                    |
|                                                                           | |                           | % des votants             |                          | % des votants            |
| Bulletins blancs                                                          | Bulletins blancs                                                                                       | 839                       | 2,28                      | 3 188                    | 9,81                     |
| Bulletins nuls                                                            | Bulletins nuls                                                                                         | 234                       | 0,64                      | 1 009                    | 3,10                     |
| Suffrages exprimés                                                        | Suffrages exprimés                                                                                     | 35 726                    | 97,08                     | 28 299                   | 87,08                    |
|                                                                           | |                           |                           |                          |                          |
| Candidat Étiquette politique (partis et alliances)                        | Candidat Étiquette politique (partis et alliances)                                                     | Voix                      | % des exprimés            | Voix                     | % des exprimés           |
|                                                                           | |                           |                           |                          |                          |
|                                                                           | Perrine Goulet La République en marche                                                                 | 12 431                    | 34,80                     | 18 714                   | 66,13                    |
|                                                                           | Pauline Vigneron Front national                                                                        | 5 679                     | 15,90                     | 9 585                    | 33,87                    |
|                                                                           | Gaëtan Gorce Parti socialiste                                                                          | 4 642                     | 12,99                     |                          |                          |
|                                                                           | Marie-Claude Taurel La France insoumise                                                                | 3 950                     | 11,06                     |                          |                          |
|                                                                           | Guillaume Maillard Union des démocrates et indépendants (Les Républicains)                             | 3 324                     | 9,30                      |                          |                          |
|                                                                           | François Diot Parti communiste français                                                                | 1 569                     | 4,39                      |                          |                          |
|                                                                           | Jean-Louis Auberget Debout la France                                                                   | 969                       | 2,71                      |                          |                          |
|                                                                           | Sylvie Dupart-Muzerelle Europe Écologie Les Verts                                                      | 923                       | 2,58                      |                          |                          |
|                                                                           | Patricia Gaudry Divers droite                                                                          | 598                       | 1,67                      |                          |                          |
|                                                                           | Sylvie Cardona Divers (Parti animaliste)                                                               | 443                       | 1,24                      |                          |                          |
|                                                                           | Geneviève Lemoine Lutte ouvrière                                                                       | 344                       | 0,96                      |                          |                          |
|                                                                           | Charles-Henri Gallois Divers (Union populaire républicaine)                                            | 282                       | 0,79                      |                          |                          |
|                                                                           | Mohamed Lagrib Divers droite (La France qui ose)                                                       | 236                       | 0,66                      |                          |                          |
|                                                                           | Julien Gonzalez Écologiste (Mouvement 100 %)                                                           | 194                       | 0,54                      |                          |                          |
|                                                                           | Michel Estorge Parti radical de gauche (Union des démocrates et des écologistes - Génération écologie) | 142                       | 0,40                      |                          |                          |
| Source : Ministère de l'Intérieur - Première circonscription de la Nièvre | |                           |                           |                          |                          |

### Élections de 2022
| Résultats des élections législatives des 12 et 19 juin 2022 de la 1re circonscription de la Nièvre |                          |                          |                          |              |              |             |             |
| Candidat                                                                                           | Candidat                 | Parti et coalition       | Nuance                   | Premier tour | Premier tour | Second tour | Second tour |
| Candidat                                                                                           | Candidat                 | Parti et coalition       | Nuance                   | Voix         | %            | Voix        | %           |
| | Perrine Goulet           | MoDem (ENS)              | ENS                      | 11 287       | 32,71        | 16 554      | 54,43       |
| | Pauline Vigneron         | RN                       | RN                       | 9 205        | 26,68        | 13 858      | 45,57       |
| | Léo Coutellec            | LFI (NUPES)              | NUP                      | 8 863        | 25,69        |             |             |
| | François Le Métayer      | LR (UDC)                 | LR                       | 1 770        | 5,13         |             |             |
| | Bryton Verdez            | REC                      | REC                      | 1 071        | 3,10         |             |             |
| | Charles-Henri Gallois    | GF (UPF)                 | DSV                      | 805          | 2,33         |             |             |
| | Geneviève Lemoine        | LO                       | DXG                      | 731          | 2,12         |             |             |
| | Orny Impenge             | SE                       | DVG                      | 601          | 1,74         |             |             |
| | Michel Peters            | SE                       | DIV                      | 172          | 0,50         |             |             |
| Suffrages exprimés                                                                                 | Suffrages exprimés       | Suffrages exprimés       | Suffrages exprimés       | 34 505       | 96,84        | 30 412      | 90,11       |
| Votes blancs                                                                                       | Votes blancs             | Votes blancs             | Votes blancs             | 886          | 2,49         | 2 633       | 7,80        |
| Votes nuls                                                                                         | Votes nuls               | Votes nuls               | Votes nuls               | 240          | 0,67         | 703         | 2,08        |
| Total                                                                                              | Total                    | Total                    | Total                    | 35 631       | 100          | 33 748      | 100         |
| Abstention                                                                                         | Abstention               | Abstention               | Abstention               | 39 023       | 52,27        | 40 922      | 54,80       |
| Inscrits / participation                                                                           | Inscrits / participation | Inscrits / participation | Inscrits / participation | 74 654       | 47,73        | 74 670      | 45,20       |

### Élections de 2024
| Candidat                 | Candidat              | Parti et coalition | Nuances      | Premier tour | Premier tour | Second tour | Second tour |
| Candidat                 | Candidat              | Parti et coalition | Nuances      | Voix         | %            | Voix        | %           |
| ------------------------ | --------------------- | ------------------ | ------------ | ------------ | ------------ | ----------- | ----------- |
|                          | Baptiste Dubost       | LR                 | LR           | 2 482        | 5,37         |             |             |
|                          | Perrine Goulet        | MoDem (ENS)        | ENS          | 13 593       | 29,40        | 24 627      | 53,67       |
|                          | Chantal Varela        | DLF                | DSV          | 628          | 1,36         |             |             |
|                          | Brice Larèpe          | LFI (NFP)          | NFP          | 9 856        | 21,32        |             |             |
|                          | Geneviève Lemoine     | LO                 | EXG          | 809          | 1,75         |             |             |
|                          | Charles-Henri Gallois | RLC (RN)           | RN           | 18 870       | 40,81        | 21 256      | 46,33       |
|                          |                       |                    |              |              |              |             |             |
| Votes valides            |                       |                    |              |              |              |             |             |
| Votes blancs             | Votes blancs          | Votes blancs       | Votes blancs | 1 217        | 2,54         | 2 014       | 4,15        |
| Votes nuls               | Votes nuls            | Votes nuls         | Votes nuls   | 432          | 0,90         | 604         | 1,25        |
| Total                    | Total                 | Total              | Total        | 47 887       | 64,84        | 48 501      | 65,66       |
| Abstention               |                       |                    |              |              |              |             |             |
| Inscrits / participation |                       |                    |              |              |              |             |             |

#### Département de la Nièvre
- La fiche de l'INSEE de cette circonscription : « Tableaux et Analyses de la première circonscription de la Nièvre », sur insee.fr, site de l'Institut national de la statistique et des études économiques (consulté le 10 juin 2007) [PDF]

- « Tous les députés du département de la Nièvre depuis 1789 », sur assemblee-nationale.fr, site de l'Assemblée nationale française (consulté le 10 juin 2007)

- « Informations contentieuses sur le département de la Nièvre (Élections législatives de 2002) »(Archive.org • Wikiwix • Archive.is • Google • Que faire ?), sur conseil-constitutionnel.fr, site du Conseil constitutionnel (consulté le 13 juin 2007)

#### Circonscriptions en France
- « Carte des circonscriptions législatives en France », sur assemblee-nationale.fr, site de l'Assemblée nationale française (consulté le 10 juin 2007)

- « Résultats électoraux officiels en France »(Archive.org • Wikiwix • Archive.is • Google • Que faire ?), sur interieur.gouv.fr, site du ministère de l'Intérieur (France) (consulté le 13 juin 2007)

- Description et Atlas des circonscriptions électorales de France sur http://www.atlaspol.com, Atlaspol, site de cartographie géopolitique, consulté le 13 juin 2007.